# Fuga sin fin (novela)
Fuga sin fin (en alemán, Die Flucht ohne Ende) es una novela del escritor austriaco Joseph Roth, publicada por vez primera en el año 1927. 

## Ambientación
La novela se ambienta en los años entre agosto de 1916 y el 27 de agosto de 1926. Comienza en la ciudad de Irkutsk y acaba en París. Durante su viaje el protagonista vive en Ucrania, Bakú, Viena y una ciudad universitaria alemana sin mencionar a orillas del río Rin.

## Argumento
La novela empieza con el protagonista, Franz Tunda, nacido en 1894, escapándose del confinamiento ruso y encontrando un hogar con el polaco Baranowicz, quien viven en Werchne-Udisnk. En la primavera de 1919 el teniente oye que la guerra ha acabado y quiere volver a Viena para reencontrarse con su novia, la señorita Irene Hartmann. Para septiembre, Tunda ya había llegado a Ucrania. En medio de la guerra civil rusa, cae primero en manos del «Ejército blanco» pero más tarde acaba con el «Ejército rojo». Tunda se enamora de su supervisora, la rusa Natacha Alexandrovna, se convierte en un revolucionario y pronuncia apasionados discursos comunistas.
Más tarde, en Moscú, Tunda organiza su vida de posguerra. Le piden que se una al partido comunista, pero entonces se marcha a Georgia y se enamora de una mujer llamada Alia. Se casan en Bakú. Tunda se hace cargo de una delegación francesa procedente de París, les muestra la ciudad y se acuesta con la Sra. G., la única mujer en la delegación. Más tarde es considerado un espía por los franceses. Cuando se despiden, la señora G. le dice a Tunda su dirección francesa. Tunda deja a su esposa, obtiene una identidad austriaca y más tarde vive en Viena, teniendo solo un pequeño subsidio como desempleado. Echa en falta su casa en Siberia lo mismo que a Irene. Camino de París, visita a su hermano, un director de orquesta bien posicionado, en el Rin, pero no tienen nada de lo que hablar.
Tunda entonces publica un libro sobre sus experiencias y envía a su esposa un poco de dinero a Bakú. En París, se reencuentra con la señora G., pero todo el mundo en Francia parece saber que él está arruinado. Tunda e Irene se cruzan en una ocasión, pero no se reconocen. Baranowicz escribe una carta desde Siberia: Alia acaba de llegar a su casa y los dos esperan a Tunda. Tunda puede entonces regresar a la región de Irkutsk pero no sabe qué hacer.

## Traducciones y adaptaciones
La novela fue adaptada al cine en el año 1985, en una película dirigida por Michael Kehlmann.
Traducciones en España son las siguientes:
- Fuga sin fin (1979, Icaria editorial) isbn 978-84-7426-052-6
- Fuga sin fin (1993, Sirmio) isbn 978-84-7769-063-4
- Fuga sin fin (2013, Acantilado) isbn 978-84-96136-00-7
- Fuga sin fin (2014, Books4pocket) isbn 978-84-15870-28-9

La novela se publicó en una traducción al inglés por David Le Vay en 2000.
Una daptación teatral de Steve Waters fue representada en la London Academy of Music and Dramatic Art en mayo de 2006.